# Irbid
Irbid (arabsko: إرْبِد), poznan v antičnih časih kot Arabela ali Arbela (Άρβηλα v starogrščini), je glavno in največje mesto guvernorata Irbid. Je tudi drugo največje mesto po prebivalstvu v Jordaniji za Amanom s približno 1.911.600 prebivalci . Irbid leži približno 70 kilometrov severno od Amana na severnem grebenu Gileada, enako oddaljeno od Pelle, Beit Rasa (Capitolias) in Um Qaisa in približno 20 kilometrov južno od meje s Sirijo.
Irbid je bil zgrajen na zaporednih naseljih iz zgodnje bronaste dobe in je bil morda svetopisemski Beth Arbel in Arbila iz Dekapolisa, helenistične lige 1. stoletja pred našim štetjem do 2. stoletja našega štetja. Prebivalstvo Irbida se je povečalo v poznem 19. stoletju, pred je letom 1948 služil kot pomembno središče tranzitne trgovine .
Irbid je po Amanu drugi največji metropolitanski center v Jordaniji. A kot mesto je Irbid tretje največje za Amanom in Az Zarkom. Pokrajina Irbid governorate ima drugo največjo gostoto prebivalstvo v kraljestvu.
Mesto je glavno vozlišče za kopenski promet med Amanom, Sirijo proti severu in Mafraqom na vzhodu.
V regiji Irbid je tudi več fakultet in univerz. Dve najvidnejši univerzi sta Jordanska univerza znanosti in tehnologije in univerza Yarmouk.

## Zgodovina
Artefakti in grobovi na območju kažejo, da je bil Irbid naseljen v bronasti dobi. Koščke lončenih in stenskih kamnov, najdenih na Tell Irbid, so ocenili, da so bili izdelani leta 3200 pr. n. št..
V helenističnem obdobju je bila Irbid, takrat znana kot Arabela, večje trgovsko središče. Pred prihodom islama je Arabela slovela po pridelavi nekaterih najboljših vin v antičnem svetu. Območje v regiji je imelo izjemno rodovitna tla in zmerno podnebje, ki je omogočalo gojenje kakovostnega grozdja.
Po muslimanskih osvajanjih je mesto prešlo pod oblast Osmanskega cesarstva in postalo znano kot Irbid, v tistem času pa se je preusmerilo od vina k proizvodnji oljčnega olja. Pšenica je bila prav tako pomemben izdelek na tem območju.

### Danes
Irbid danes združuje vrvež provincialnega bližnjevzhodnega mesta in mladostno nočno življenje tipičnega koledarskega mesta. V mestu so štiri glavne univerze: univerza Yarmouk, Jordanska univerza znanosti in tehnologije, Irbid National University in univerza Jadara. Poleg tega je dom dveh kampusov Balqa Applied University in več zasebnih šol. Univerzitetna ulica, ki določa zahodno mejo univerzitetnega kampusa Yarmouk, je priljubljena tako pri domačinih kot pri občasnih tujih obiskovalcih, ki se ustavijo, da se sprostijo v kateri od številnih restavracij in kavarn, ki so odprte pozno v noč.
Čeprav običajno ni večja turistična destinacija, ima Irbid dva pomembna muzeja: Muzej jordanske dediščine in Jordanski naravoslovni muzej, oba na kampusu univerze Yarmouk. Poleg tega je Irbidova strateška lega na severnem delu Jordaniji primerna izhodiščna točka za turiste, ki si želijo videti dolino severnega Jordana; obisk Umm Qaisa, Beit Ras (Capitolias), Pelle, Ajluna, Umm el-Jimala in druga zgodovinska mesta ali potovati v Sirijo.
- Dolmen v Muzeju jordanske dediščine
- Okrašen kamen
- Okrašen kamen
- Center Irbida
- Stolpna ura

## Geografija
Mesto je se na severu Jordanije, na rodovitni planoti. Od leta 2010 so mestne meje Irbida obsegale površino 30 km2, od tega je bila večina razvrščena kot stanovanjska območja, ki predstavljajo 74,3 % celotne površine, sledijo jim storitvene površine, ki zavzemajo 9,5 %, nato prazne ali nezasedene površine 7,7  %, nato je 4,2 % razvrščeno med komercialne površine, 3,3 % pa kot industrijske površine, na koncu pa zelene površine (vrtovi) zavzemajo 1 % celotne površine mesta.
Mesto meji na mesta: Um Qais, Al koura, Mafraq, Ar Ramtha.
Irbid ima mediteransko podnebje: vroče poletje (Köppen: Csa), ki je običajno v regiji Levant. Poletja so vroča v dneh s toplimi nočmi, zime pa hladne in vlažne, v povprečju ima dva snežna dneva.

## Okrožja v Velikem Irbidu
Irbid je razdeljen na 23 mestnih okrožij, ki tvorijo manjša mesta znotraj metropolitanskega območja vpliva: 
|   | Okrožje   |    | Okrožje    |    | Okrožje  |
| - | --------- | -- | ---------- | -- | -------- |
| 1 | Al'al     | 9  | Foa'ra     | 17 | Maru     |
| 2 | Al Husn   | 10 | Hakama     | 18 | Mughayer |
| 3 | Al-Rabia  | 11 | Hashemiyah | 19 | Naser    |
| 4 | Al-Sareeh | 12 | Hawar      | 20 | Rowdah   |
| 5 | Barha     | 13 | Huwwarah   | 21 | Sal Area |
| 6 | Beit Ras  | 14 | Kitim      | 22 | Nu'aimah |
| 7 | Bushra    | 15 | Kufr Jayez | 23 | Nuzha    |
| 8 | Edun      | 16 | Manarah    |    |          |

## Gospodarstvo
Večina mestnega gospodarstva temelji na storitvenem sektorju, ki je neposredno ali posredno povezan z visokošolskimi zavodi v mestu, kot primer je 26 knjižnih založb v mestu. Število internetnih kavarn na prebivalca je najvišje na svetu, ki je Irbid uvrstilo v Guinnessovo knjigo svetovnih rekordov. Irbid velja za kulturno prestolnico Jordanije. [12] V Irbidu je ena kvalificirana industrijska cona.

## Pobratena mesta
- Iaşi, Romunija
- Gaziantep, Turčija
- Zhengzhou, Kitajska